# Acrossocheilus malacopterus
Acrossocheilus malacopterus är en fiskart som beskrevs av Zhang 2005. Acrossocheilus malacopterus ingår i släktet Acrossocheilus och familjen karpfiskar. IUCN kategoriserar arten globalt som otillräckligt studerad. Inga underarter finns listade i Catalogue of Life.